# Кысь
«Кысь» — единственный роман Татьяны Толстой. Действие проходит на территории Москвы после некоего катаклизма, именуемого в романе «взрывом». Этноцентрированная постапокалиптическая антиутопия пропитана иронией и сарказмом.
Роман был задуман в 1986 году после чернобыльской катастрофы. Писался 14 лет — с большими перерывами, иногда по четыре года. Толстая объясняет такой срок написания романа сложностью выработки языка, характерного для его персонажей.
После публикации в 2000 году «Кысь» вызвала ожесточённую полемику в литературной среде, став одним из немногих интеллектуальных бестселлеров современной русской литературы: только в 2002 году было продано свыше 80 тысяч экземпляров.

## Сюжет
Действие романа происходит после «взрыва», в мире мутировавших растений, животных и людей. В массах прежняя культура отмерла, и только те, кто жил до взрыва (так называемые «прежние»), хранят её. Главный герой романа, Бенедикт — сын «прежней» женщины Полины Михайловны. Существенное влияние на Бенедикта имеет другой «прежний», близкий друг его матери — Никита Иванович. В романе последовательно раскрывается жизнь Бенедикта — его возвышение от простого служащего до одного из руководителей города-государства.
Образ Кыси — некоего страшного существа — проходит сквозь весь роман, периодически возникая в представлении и мыслях Бенедикта. Сама Кысь в романе не фигурирует, вероятно, являясь плодом воображения персонажей, воплощением страха перед неизвестным и непонятным, перед тёмными сторонами собственной души. В представлении героев романа Кысь невидима и обитает в дремучих северных лесах.

«Сидит она на тёмных ветвях и кричит так дико и жалобно: кы-ысь! кы-ысь! — а видеть её никто не может. Пойдёт человек так вот в лес, а она ему на шею-то сзади: хоп! и хребтину зубами: хрусь! — а когтем главную-то жилочку нащупает и перервёт, и весь разум из человека и выйдет».— Татьяна Толстая. «Кысь»

## Язык
Герои романа разговаривают на изменённом русском языке, изобилующем старинными словами и выражениями, заимствованиями из диалектов, с вкраплениями изобретённых автором неологизмов. Встречаются слова просторечные и грубые, хотя ненормативная лексика употребляется весьма нечасто. Слой авторской речи в романе отсутствует.
По словам автора, при создании романа её заряжал «дикой энергией» синтаксис писем Ивана Грозного, лишённый привычных современным читателям сложноподчинений и, следственно, «отвергающий причинно-следственность». Поскольку современный городской житель не создаёт нового языка, Толстую вдохновляли воспоминания о языке няньки и кухарки, которые жили в квартире её родителей и изъяснялись на деревенском наречии. По наблюдению Толстой, малообразованным людям старшего поколения был ещё присущ архаический способ восприятия мира, народная способность к языко- и мифотворчеству.

## Споры вокруг романа

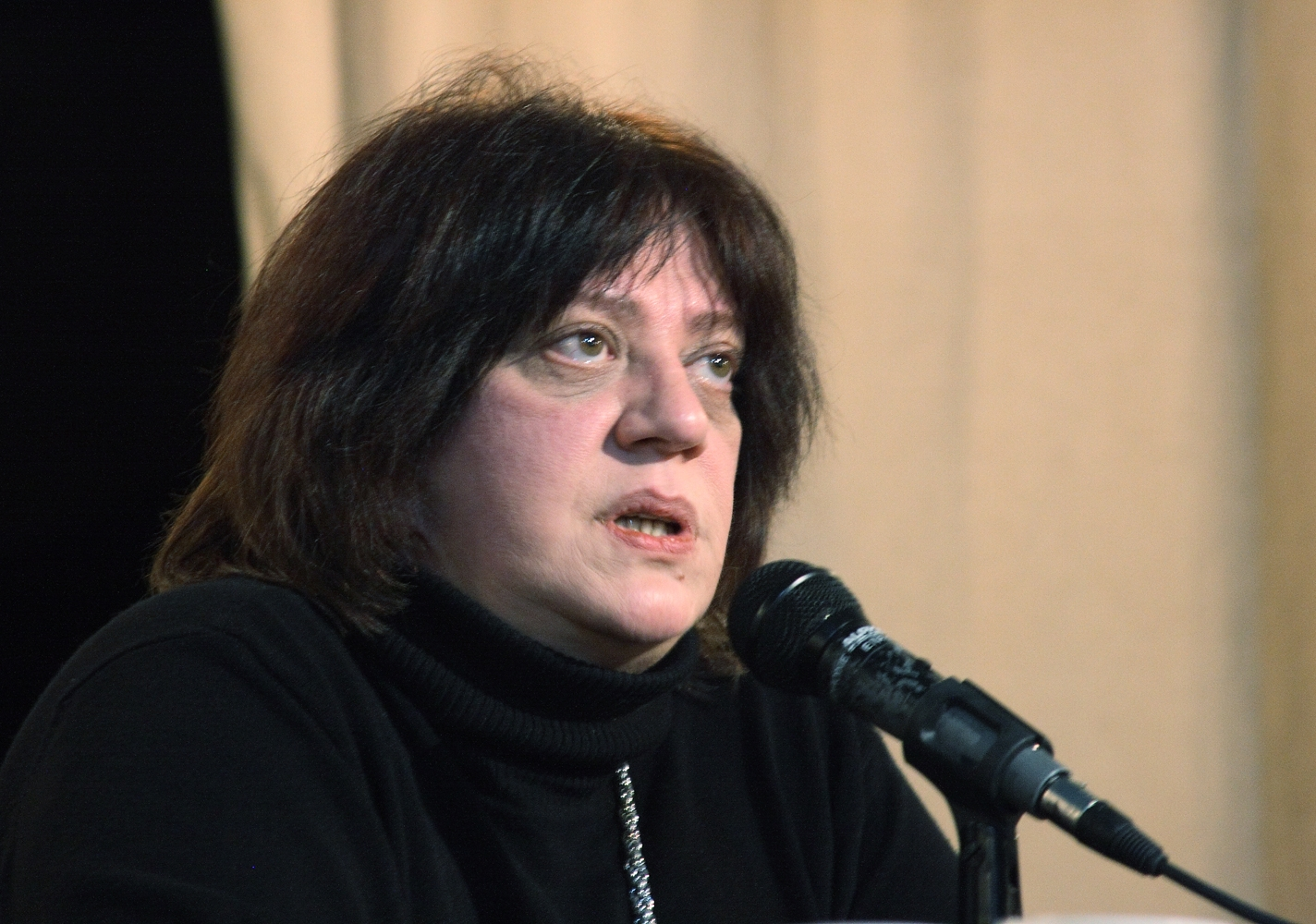
Татьяна Толстая, 2008 г.

В конце 1990-х годов «Кысь» неоднократно анонсировалась на страницах журнала «Знамя» (где в результате так и не появилась). На обложке первого издания «Кыси», подготовленной студией Артемия Лебедева, красовалась старинная гравюра Кремля. Публикация книги сопровождалась восторженными отзывами наподобие следующих:
- Борис Парамонов: «Толстая — давно уже знаменитость, но после выхода „Кыси“ она проснулась классиком. ⟨…⟩ Это книга о России. Энциклопедия русской жизни, как некогда говорили в таких случаях. Толстая придумала для своей России фауну и флору, историю, географию, границы и соседей, нравы и обычаи населения, песни, пляски, игры. Она создала мир. Кысь — Русь. Цепочка звуковых ассоциаций ясная: кысь — брысь — рысь — Русь. Русь — неведома зверюшка[8]».
- Наталья Иванова: «Толстая попыталась вместить время [создания романа], на которое выпали две эпохи — горбачёвская и ельцинская — в свою книгу, — и ей это удалось: путём сгущения гиперболизации, гротеска. А кроме русской сказки, напоминает об уроках трёх великих: Рабле, Свифта и Салтыкова-Щедрина. ⟨…⟩ В свою чёрную книгу Толстая вместила печальную историю деградации общества. Моральной, интеллектуальной, духовной. Несмотря на то, что история очень невесёлая, книга получилась искусная, нарядная, артистичная. Ни слова — гладкого, нейтрально-описательного. Синтаксис возбуждённый, бегучий, певучий, — всякий, кроме упорядоченно-уныло-грамматически правильного[7]».

Вслед за тем последовали оценки диаметрально противоположные. Некоторые рецензенты отказывались видеть в романе Толстой нечто принципиально новое, ставили ей в вину барочную избыточность стилистических приёмов и пытались свести книгу к набору заимствований из Ремизова, Замятина, Набокова, Стругацких, Рэя Брэдбери:
- Андрей Немзер: «Я не понимаю, почему мастеровитая имитация Ремизова и Замятина (хорошую прозу писали!), байки про мутантов (то Стругацкими пахнет, то средним фэнтези потянет), игра с мифологической символикой (скажи интеллектуалу „мышь“ — ассоциаций на семь вёрст станет), сорокинское смакование мерзости, банальности о связи культуры с тоталитаризмом ⟨…⟩ — почему этот коктейль из хорошо известных ингредиентов (к тому же скверно взбитый — сюжетостроение у Толстой слабое) должен одарить меня высшим знанием»[12].
- Дмитрий Быков: «Это „Улитка на склоне“ для бедных, а точней для богатых. Перед нами никакой не роман, а сильно затянутый памфлет, постмодернистский экзерсис на темы всей российской литературы, с массой банальностей и с откровенной поверхностностью в качестве главной добродетели, но в эпоху Бориса Акунина и „Кысь“ привлекла к себе внимание. Именно „Кысь“, пожалуй, и обозначила яснее всего потолок Татьяны Толстой (и Толстая отлично это поняла): построить собственный художественно убедительный мир, чего императивно требует хорошая антиутопия, этот писатель не в состоянии. Силёнки не те, мир получился бумажный; если вдуматься, деревня мутантов у Толстой куда менее страшна и жалка, чем абсолютно реальная коммунальная квартира у Петрушевской[13]».

Ольга Славникова («Новый мир») писала, что книга Толстой «обладает как минимум хорошей энергетикой и блестящим языком», хотя «порой становится жаль дорогого языкового материала, пошедшего на столь прямолинейную эзопову вещь». Она отмечала, что главный герой, как бы жалок он ни был, испытывает «совершенно искреннюю, болезненную жажду обрести смысл существования». Александр Шаталов увидел в романе продолжение давнего интереса Толстой к юродству, причём эсхатологический сюжет предоставил ей возможность «смотреть на своих героев с восхитительным любопытством, описывая их как пресмыкающихся и радуясь чёткости и чистоте этого своего взгляда». Василий Аксёнов признался, что не смог дочитать книгу из-за её специфичного языка: «как будто барыня пытается себе представить, как говорит простой народ». Дмитрий Ольшанский расценил «Кысь» как «занимательнейшее чтение года».

## Анализ
Литературоведы Наум Лейдерман и Марк Липовецкий интерпретировали «Кысь» с позиций постмодерна — как окончательный разрыв Толстой с необарочной модернистской традицией. По их мнению, Толстая внушает читателям характерную для постмодерна «мысль о продуктивности забвения», «создаёт русский вариант деконструкции, переводит Деррида на звучный язык русского сказа и русской сказки». «Кысь» не может считаться антиутопией, поскольку Толстая не преследует цель моделирования будущего, а «блистательно передаёт сегодняшний кризис языка, посткоммунистический распад иерархических отношений в культуре». В сознании главного героя романа нет места истории, а оттого для него всё одинаково в новинку. Книги в его библиотеке сгруппированы не по смыслу и даже не по алфавиту, а по случайному созвучию заголовков. «Авторитетные мифы культуры» вовлекаются в «сказочную игру с этими мифами». Так, частое упоминание на страницах книги мышей связано с тем, что «в античной мифологии мышь была символом забвения, и всё, к чему мышь прикасалась, исчезало из памяти».

## Английская версия
Невзирая на трудности передачи языковых пируэтов «Кыси», в 2003 году вышел английский перевод романа (The Slynx), выполненный Джейми Гамбрелл. Восторженная рецензия была помещена в The New York Review of Books. Рецензент журнала New Yorker охарактеризовал книгу как «завораживающий роман о будущем», где вездесущая радиоактивность перемешана с приметами советского и царского времени: эксплуатацией крепостных, обязательностью государственной службы, контролем литературной деятельности. Ричард Эдер (The New York Times) увидел в романе лишь набор грубоватых карикатур, лишённых подлинного «трепета прорицания».

## Награды
- 2001 — длинный список премии Национальный бестселлер: номинирована тремя номинаторами в длинный список, но в короткий список (финал премии) не вошла;
- 2001 — лауреат премии «Триумф»;
- 2011 — «Студенческий Букер десятилетия».